# Leonel Galeano
Leonel Galeano (Miramar, Argentina, 2 de agosto de 1991) es un futbolista argentino. Juega como defensa central y su equipo actual es Cienciano de la Liga 1 de Perú.
Ha sido internacional absoluto con la Selección Argentina en la categoría Sub-20, llegando a disputar el Mundial Sub-20 2011 en Colombia. Debutó con la Selección Mayor en un amistoso frente a Jamaica, la cual sería victoria 2-1 de la Argentina.

## Trayectoria

### Independiente

#### 2009
Surgido en el Club Atlético Sudamérica de la Ciudad de Miramar de donde pasó a las inferiores del Club Atlético Independiente, club en el cual debutó profesionalmente en la primera fecha del Apertura 2009 el 21 de agosto de 2009, en una derrota 0–1 con Newell's Old Boys. En su primera temporada con el equipo, Leo jugó 18 de los 19 partidos del Torneo Apertura 2009, llegando a marcar 2 goles, con el "Tolo" Gallego como técnico. Marcó por primera vez el 18 de octubre de 2009, en un empate 1–1 con Chacarita por la fecha 9 del mismo torneo, volvió a marcar en la victoria 2-0 frente a Club Atlético Huracán. En ese gran equipo dirigido por el "Tolo" Gallego, Leo se pudo destacar, dando la seguridad de que si seguía con ese nivel, muy pronto sería vendido al exterior.

#### 2010
En 2010, Galeano fue titular indiscutido en el Torneo Clausura 2010, donde nuevamente Independiente haría una campaña prácticamente de campeón, aunque nuevamente finalizando en el cuarto lugar.
Ya para la segunda mitad de 2010, con Daniel Garnero primero y luego con Antonio Mohamed, Leo fue titular indiscutido tanto para el campeonato local, donde llegó a convertir un gol en la victoria 1-0 frente a Gimnasia de La Plata como también en la Nissan Sudamericana jugó 9 partidos y marcó un gol en el partido de ida de los 16avos de final frente a Argentinos Juniors, copa que finalmente ganaría el Club Atlético Independiente. En ese equipo se destacó junto a sus compañeros Julián Velázquez, con quien formó la zaga central, con el heroico Eduardo Tuzzio y con Lucas Mareque quienes eran los laterales.

#### 2011
Ya para el segundo semestre de 2011 con la histórica vuelta del crack Gabriel Milito (ídolo indiscutible de Independiente) y el superlativo desempeño de su compañero Julián Velázquez, Leo se vio relegado al banco de suplentes, teniendo que ingresar en caso de alguna lesión o suspensión de uno de sus compañeros. Debido a la participación de Independiente tanto en la Libertadores como en la Sudamericana, a Leo se le presentaron varias chances en los torneos locales Torneo Clausura y en el Torneo Apertura, convirtiendo goles importantes como en la victoria 2-0 frente a Estudiantes en el Estadio Centenario.

#### 2012
Para mitad de 2012, con el retiro de Gabriel Milito como jugador profesional a Leo se le abrió una puerta a la titularidad, aunque el arribo de Cristian Tula, quien se consolidaría como marcador central en la zaga junto a Eduardo Tuzzio y posteriormente con el "regreso" de Julián Velázquez. Con el retorno del "Tolo" Gallego al cargo de DT de Club Atlético Independiente y la temprana lesión de Cristian Tula y Eduardo Tuzzio, Leo reflotó como titular en el 11 inicial, yendo de menor a mayor en sus actuaciones, poco a poco destacándose junto en la defensa, así también sus compañeros defensores Gabriel Vallés, Julián Velázquez y Claudio Morel Rodríguez. En 2013, y debido a sus actuaciones en Independiente, quedando libre de dicha Institución, ficha para el Rayo Vallecano de España.

### Rayo Vallecano
A mediados de 2013 fue contratado por Rayo Vallecano. No gozó de muchas oportunidades en el club, compartió equipo con el peruano Christian Cueva, el mexicano Nery Castillo y su compatriota Joaquín Larrivey.

### FBC Melgar

#### 2022
En 2022, bajo el mando de Nestor Lorenzo, llegaría a Foot Ball Club Melgar de la Primera División del Perú. Por problemas de salud, se perdería los tres primeros partidos del año y por decisión del entrenador, se quedó en banca en la fase previa ante Cienciano por la fase previa de la Copa Sudamericana, donde los eliminarían. Jugó su primer partido en la quinta fecha del torneo, siendo una derrota de visitante 3-1 ante UTC, llegando a anotar su primer gol con el equipo en su debut. A lo largo del Torneo Apertura, el equipo se volvió sólido en defensa, llegando a enlazar nueve victorias consecutivas, donde en solo un partido recibirían un gol; esta racha de victorias servirían para ganar el primer torneo corto del año. A su vez, ya estando clasificados a la fase de grupos de la Sudamericana, finalizarían en primer lugar de su grupo, por encima de Racing Club, habiendo jugado todos los partidos. En octavos de final, eliminarían a Deportivo Cali, jugando nuevamente ambos partidos. Ya en cuartos de final, enfrentarían a Internacional, ante quienes se perdería el partido de ida como locales por una lesión, que terminó en empate 0-0. El partido de vuelta en Porto Alegre, volvería a jugar todo el partido, que de igual manera culminaría 0-0, forzando la tanda de penales. Galeano fue el encargado de patear el segundo penal, sin embargo sería atajado por Daniel, el portero rival. Finalmente, ganarían la tanda de penales por 3-1 y se clasificarían a las semifinales, donde caerían eliminados ante Independiente del Valle. En el ámbito local, ante la salida de Nestor Lorenzo, el nivel del equipo decaería de cara al Clausura. Ya en las play-offs del torneo, se perdería por suspensión el partido de ida de las semifinales ante Sporting Cristal donde ganaron 2-0, mientras que ya de titular en el partido de vuelta, volverían a ganar 0-2 y se clasificaron de esta manera a la final nacional. En la final, jugó ambos partidos como titular ante Alianza Lima. En la ida ganarían 1-0, mientras que en la vuelta perderían 2-0, terminando de esta manera como subcampeones.

#### 2023
En esta nueva temporada, los primeros partidos bajo el mando de Pablo Lavallén tuvieron cierta irregularidad. Esta se mantuvo los primeros partidos ya con el nuevo entrenador, Mariano Soso. Caerían eliminados en la fase de grupos de la Copa Libertadores con solo 4 puntos, jugando cinco de seis partidos. Con el transcurso de las fechas, el equipo jugaría con línea de 3 en defensa, siendo Galeano el único defensor natural en esa posición. Estuvieron en la lucha hasta el final del Torneo Clausura, sin embargo terminarían en segundo lugar. En este torneo corto, llegaría a anotar tres goles en cuatro partidos, siendo uno de ellos de cabeza para dar la victoria en el minuto 89 de visitante en el Clásico del Sur ante Cienciano.

#### 2024
Con un nuevo entrenador, Pablo de Muner, debutarían en la fase previa 1 de la Copa Libertadores ante Aurora de Bolivia, jugando ambos partidos. En la ida de visita perderían 1-0, mientras que en la vuelta el marcador era 1-1, hasta que en el minuto 90+6 anotaría de cabeza, sin embargo el VAR anularía su gol por fuera de juego. Anecdóticamente, Brian Blando volvería a anotar para el equipo en el minuto 90+12, aunque también sería anulado por fuera de juego. Caerían eliminados tras finalmente empatar.

## Selección nacional
Galeano debutó en la Selección Argentina el 10 de febrero de 2010, en una victoria 2–1 sobre Jamaica, el equipo argentino estaba conformado exclusivamente por jugadores de la liga local.
Después Leonel Galeano no sería considerado a más partidos con la Selección de Fútbol de Argentina
En 2011, Galeano fue seleccionado para jugar en el Seleccionado Sub-20 en el Sudamericano Sub-20 y luego el Mundial Sub-20.

### Participaciones con la selección
| Torneo                   | Sede     | Resultado        |
| ------------------------ | -------- | ---------------- |
| Sudamericano Sub-20 2011 | Perú     | Tercer puesto    |
| Mundial Sub-20 2011      | Colombia | Cuartos de final |

## Estadísticas

### Clubes
| Club                    | Div.                | Temporada           | Liga  | Liga  | Liga    | Copas nacionales | Copas nacionales | Copas nacionales | Torneos internacionales | Torneos internacionales | Torneos internacionales | Total | Total | Total   |
| Club                    | Div.                | Temporada           | Part. | Goles | Asist.. | Part.            | Goles            | Asist..          | Part.                   | Goles                   | Asist..                 | Part. | Goles | Asist.. |
| ----------------------- | ------------------- | ------------------- | ----- | ----- | ------- | ---------------- | ---------------- | ---------------- | ----------------------- | ----------------------- | ----------------------- | ----- | ----- | ------- |
| Independiente Argentina | 1.ª                 | 2009-10             | 34    | 2     | 1       | —                | —                | —                | —                       | —                       | —                       | 34    | 2     | 1       |
| Independiente Argentina | 1.ª                 | 2010-11             | 24    | 3     | 0       | —                | —                | —                | 14                      | 1                       | 1                       | 38    | 4     | 1       |
| Independiente Argentina | 1.ª                 | 2011-12             | 16    | 0     | 0       | 2                | 0                | 0                | 1                       | 0                       | 0                       | 19    | 0     | 0       |
| Independiente Argentina | 1.ª                 | 2012-13             | 23    | 2     | 0       | 0                | 0                | 0                | 3                       | 0                       | 0                       | 26    | 2     | 0       |
| Independiente Argentina | Total club          | Total club          | 97    | 7     | 1       | 2                | 0                | 0                | 18                      | 1                       | 1                       | 117   | 8     | 2       |
| Rayo Vallecano · España | 1.ª                 | 2013-14             | 7     | 0     | 0       | 3                | 0                | 0                | —                       | —                       | —                       | 10    | 0     | 0       |
| Rayo Vallecano · España | Total club          | Total club          | 7     | 0     | 0       | 3                | 0                | 0                | 0                       | 0                       | 0                       | 10    | 0     | 0       |
| Godoy Cruz Argentina    | 1.ª                 | 2015                | 26    | 0     | 0       | 0                | 0                | 0                | —                       | —                       | —                       | 26    | 0     | 0       |
| Godoy Cruz Argentina    | 1.ª                 | 2016                | 0     | 0     | 0       | —                | —                | —                | —                       | —                       | —                       | 0     | 0     | 0       |
| Godoy Cruz Argentina    | 1.ª                 | 2016-17             | 14    | 0     | 0       | 0                | 0                | 0                | 2                       | 0                       | 0                       | 16    | 0     | 0       |
| Godoy Cruz Argentina    | 1.ª                 | 2017-18             | 8     | 1     | 0       | 3                | 0                | 0                | 2                       | 0                       | 0                       | 13    | 1     | 0       |
| Godoy Cruz Argentina    | Total club          | Total club          | 48    | 1     | 0       | 3                | 0                | 0                | 4                       | 0                       | 0                       | 55    | 1     | 0       |
| Aldosivi Argentina      | 1.ª                 | 2018-19             | 22    | 1     | 0       | 3                | 1                | 0                | —                       | —                       | —                       | 25    | 2     | 0       |
| Aldosivi Argentina      | 1.ª                 | 2019-20             | 22    | 0     | 0       | 1                | 0                | 0                | —                       | —                       | —                       | 23    | 0     | 0       |
| Aldosivi Argentina      | Total club          | Total club          | 44    | 1     | 0       | 4                | 1                | 0                | 0                       | 0                       | 0                       | 48    | 2     | 0       |
| Curicó Unido · Chile    | 1.ª                 | 2020                | 4     | 0     | 0       | —                | —                | —                | —                       | —                       | —                       | 4     | 0     | 0       |
| Curicó Unido · Chile    | 1.ª                 | 2021                | 21    | 1     | 1       | 0                | 0                | 0                | —                       | —                       | —                       | 21    | 1     | 1       |
| Curicó Unido · Chile    | Total club          | Total club          | 25    | 1     | 1       | 0                | 0                | 0                | 0                       | 0                       | 0                       | 25    | 1     | 1       |
| F. B. C Melgar · Perú   | 1.ª                 | 2022                | 30    | 1     | 2       | —                | —                | —                | 11                      | 0                       | 0                       | 41    | 1     | 2       |
| F. B. C Melgar · Perú   | 1.ª                 | 2023                | 31    | 4     | 1       | —                | —                | —                | 5                       | 0                       | 0                       | 36    | 4     | 1       |
| F. B. C Melgar · Perú   | 1.ª                 | 2024                | 31    | 2     | 0       | —                | —                | —                | 2                       | 0                       | 0                       | 33    | 2     | 0       |
| F. B. C Melgar · Perú   | Total club          | Total club          | 92    | 7     | 3       | 0                | 0                | 0                | 18                      | 0                       | 0                       | 110   | 7     | 3       |
| Cienciano · Perú        | 1.ª                 | 2025                | 0     | 0     | 0       | 0                | 0                | 0                | 0                       | 0                       | 0                       | 0     | 0     | 0       |
| Cienciano · Perú        | Total club          | Total club          | 0     | 0     | 0       | 0                | 0                | 0                | 0                       | 0                       | 0                       | 0     | 0     | 0       |
| Total en su carrera     | Total en su carrera | Total en su carrera | 313   | 17    | 5       | 12               | 1                | 0                | 40                      | 1                       | 1                       | 365   | 19    | 6       |
| 1. 2. 3.                |                     |                     |       |       |         |                  |                  |                  |                         |                         |                         |       |       |         |

### Selección
| Selección     | Temporada     | Amistosos | Amistosos | Sudamérica | Sudamérica | Mundial | Mundial | Total | Total |
| Selección     | Temporada     | Part.     | Goles     | Part.      | Goles      | Part.   | Goles   | Part. | Goles |
| ------------- | ------------- | --------- | --------- | ---------- | ---------- | ------- | ------- | ----- | ----- |
| Sub-20        | 2010          | 4         | 0         | —          | —          | —       | —       | 4     | 0     |
| Sub-20        | 2011          | —         | —         | 11         | 0          | 3       | 0       | 14    | 0     |
| Sub-20        | Total         | 4         | 0         | 11         | 0          | 3       | 0       | 14    | 0     |
| Absoluta      | 2010          | 1         | 0         | —          | —          | —       | —       | 1     | 0     |
| Absoluta      | Total         | 1         | 0         | 0          | 0          | 0       | 0       | 1     | 0     |
| Total carrera | Total carrera | 5         | 0         | 11         | 0          | 3       | 0       | 19    | 0     |
| 1. 2.         |               |           |           |            |            |         |         |       |       |

## Palmarés

### Campeonatos nacionales
| Título          | Club            | País | Año  |
| --------------- | --------------- | ---- | ---- |
| Torneo Apertura | F. B. C. Melgar | Perú | 2022 |

### Campeonatos internacionales
| Título            | Club          | Sede       | Año  |
| ----------------- | ------------- | ---------- | ---- |
| Copa Sudamericana | Independiente | Avellaneda | 2010 |